# Máel Coluim (comte d'Atholl)
Máel Coluim d'Atholl est Mormaer d'Atholl actif entre 1142/1152 et la décennie 1190.

## Contexte
Máel Coluim  est le fils du Mormaer Matad d'Atholl et le frère ou sans doute demi-frère Harald Maddadsson. La Chronique d'Holyrood note qu' en novembre 1186 Máel Coluim tue un hors-la-loi nommé Adam mac Domnaill sur l'autel de 
l'église de Coupar Angus, et brûle vifs 58 de ses partisans à l'intérieur de l'église,. Il est possible que cet Adam soit un fils de  Donald MacWilliam, prétendant au trône d'Écosse et en révolte contre le roi  Guillaume.
Máel Coluim est également connu pour avoir fait don de l'église de  Moulin aux moines Bénédictins de l'Abbaye de Dunfermline.

## Union et postérité
Il épouse Hextilda, la fille de Uhtred de Tynedale, un baron  Anglo-Saxon et de Bethóc fille du roi Donald III. Il dénomme son fils et successeur Henri, peut-être en l'honneur du roi Henri II d'Angleterre.

## Sources
- (en) Alan Orr Anderson,  Early Sources of Scottish History: AD 500-1286, 2 Vols, (Edinburgh, 1922)
- (en) R. Andrew McDonald,     Outlaws of Medieval Scotland: Challenges to the Canmore Kings, 1058-1266, (East Linton, 2003)
- (en) R. Andrew McDonald      Treachery in the remotest territories of Scotland: Northerne ressitance to the Canmore Dynasty 1130-1230 Canadian Journal of History vol.33 (August 1999) p. 161-192.
- (en) Richard Oram Domination and Lordship. Scotland 1070-1230 The New Edinburgh History of Scotland III. Edinburgh University Press, (Edinburgh 2011)  (ISBN 9780748614974).